# Полонизация
Полонизацята (на полски: polonizacja) е придобиването или налагането на елементи на полската култура, по-специално на полския език, върху народи и територии контролирани или напълно подвластни на Полша. Както при други примери на културна асимилация, тя може да бъде доброволна или принудителна и е най-видима в случая при териториите, където полският език и култура са били доминиращи, например в Рутения и Литва. До известна степен полонизацията също така е административно насърчавана от властите, особено в периода след Втората световна война.